# Zeki Çelik
Mehmet Zeki Çelik (* 17. Februar 1997 in Yıldırım) ist ein türkischer Fußballspieler, der seit Juli 2022 beim italienischen Erstligisten AS Rom unter Vertrag steht.

## Karriere

### Verein
Çelik ist mit siebzehn Jahren Unterschied zum ältesten Bruder das jüngste Kind von neun Brüdern. 1995 wanderte seine Familie von Muş nach Bursa aus.
Er begann mit dem Vereinsfußball 2008 in der Jugendabteilung von Bursa Yavuz Selimspor und spielte anschließend für die Jugendmannschaft von Bursaspor. Im Januar 2015 erhielt er bei Letzterem einen Profivertrag, spielte aber die nächste halbe Spielzeit ausschließlich für die Reservemannschaft. Für die Saison 2015/16 wurde er an den Viertligisten Bursa Nilüferspor ausgeliehen.
Im Sommer 2016 gab ihn sein Verein samt Ablösesumme an den Drittligisten İstanbulspor. Hier etablierte sich Çelik auf Anhieb als Stammspieler und stieg mit seinem Verein zum Saisonende als Drittligameister in die TFF 1. Lig, in die zweithöchste türkische Ligaspielklasse, auf. Nach 68 Pflichtspielen und erzielten drei Toren für İstanbulspor wechselte Çelik im Juli 2018 zum französischen Erstligisten OSC Lille.
Im Sommer 2022 wechselte er zur AS Rom.

### Nationalmannschaft
Çelik begann seine Nationalmannschaftskarriere 2012 mit sieben Einsätzen für die türkische U16-Nationalmannschaft. Mit dieser Auswahl nahm er 2013 am Kaspischen-Pokalturnier der U16-Junioren teil und wurde Turniersieger.
Nachdem Çelik im August 2013 sein Debüt für die türkischen U17-Nationalmannschaft gegeben hatte, absolvierte er bis zum Mai 2014 12 Spiele. Mit der U17 nahm er an der U-17-Fußball-Europameisterschaft 2014 teil, schied aber mit ihr bereits in der Gruppenphase gegenüber den beiden späteren Turnierfinalisten aus. Ab März 2017 begann er auch für die türkische U21-Nationalmannschaft zu spielen.
Nachdem er bei seinem Verein über längere Zeit zu überzeugen wusste, wurde er mit 21 Jahren im Rahmen zweier A-Länderspiele zum ersten Mal in seiner Karriere im März 2018 vom Nationaltrainer Mircea Lucescu in das Aufgebot der türkischen A-Nationalmannschaft nominiert. Çelik gab sein Debüt für die Türkei am 5. Juni 2018 gegen Russland.
Im Jahr 2021 wurde er in den türkischen Kader für die Fußball-Europameisterschaft 2021 berufen.

## Erfolge
- Türkische Nationalmannschaft
  - Mit den U16-Junioren
    - Kaspischer Pokalsieger: 2013[5]

  - Mit den U17-Junioren
    - Teilnehmer der U-17-Europameisterschaft: 2014

- Mit İstanbulspor
  - Meister der TFF 2. Lig (Gruppe Weiß) und Aufstieg in die TFF 1. Lig: 2016/17

- Mit Lille
  - Französischer Meister: 2021